# Lapo da Castiglionchio de Oudere

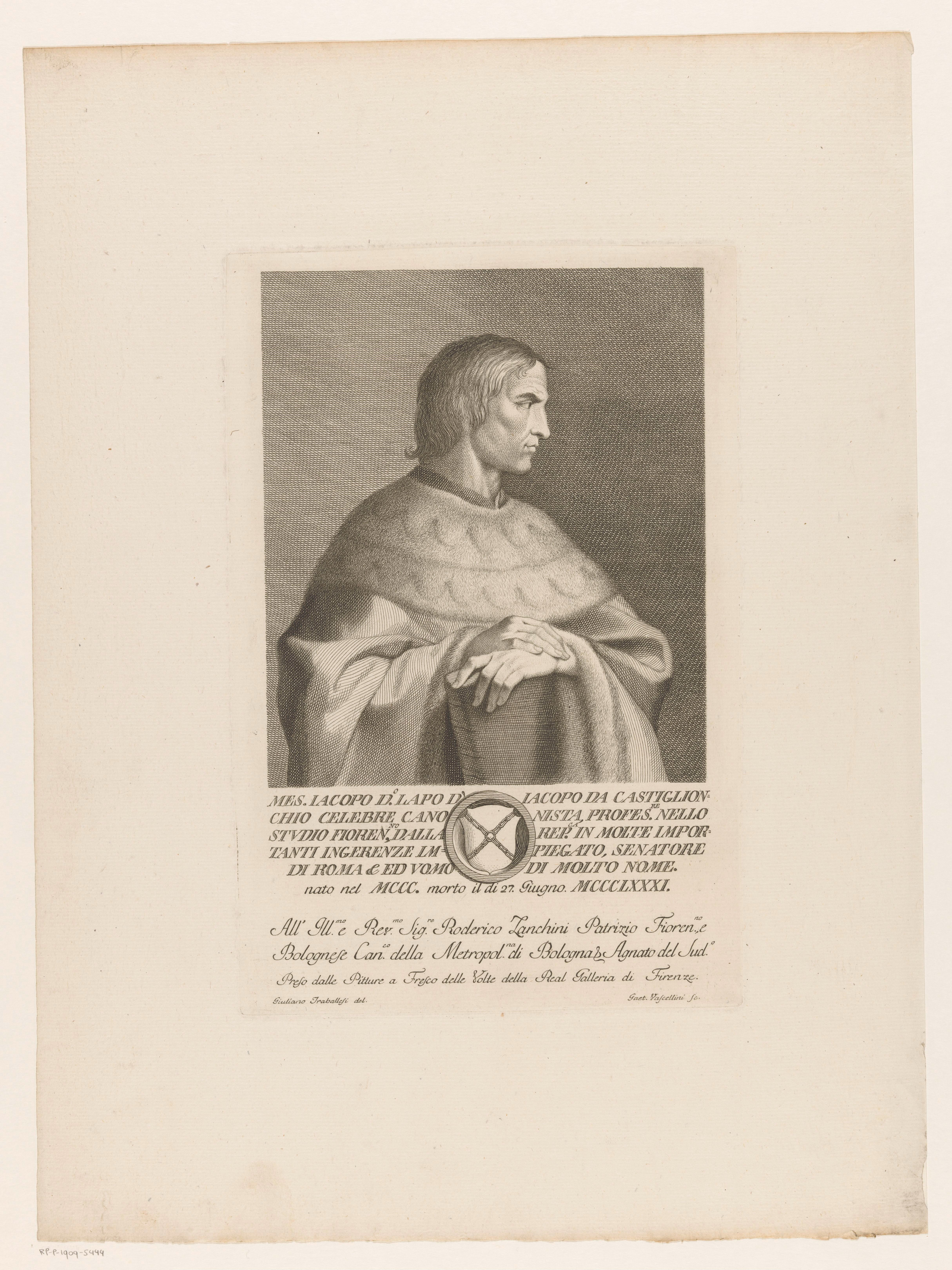
Portret van Lapo da Castiglionchio. Ets, Italië, 1755-1805

Lapo da Castiglionchio de Oudere (Florence, circa 1316 - Rome, 27 juni 1381) was een Italiaanse pre-humanist en politicus. 

## Biografie

### Jeugd en Florentijnse loopbaan
Aangenomen wordt dat Castiglionchio in Florence ter wereld kwam, hoewel dit niet gestaafd kan worden met concrete bronnen. Zijn vader was afkomstig uit een Florentijns adellijk geslacht en bekleedde diverse functies binnen het stadsbestuur. 
Net als zijn stadsgenoten en kennissen Giovanni Boccaccio, Francesco Nelli en Zanobi da Strada verbleef Castiglionchio in de kringen van de bekende poëet Francesco Petrarca, met wie hij ook persoonlijke relaties onderhield. Tijdens een doorreis door Italië schonk Castioglioncho ter gelegenheid van het jubeljaar 1350 aan Petrarca een editie van de Institutio Oratoria van de beroemde Romeinse redenaar Quintilianus. Ondanks zijn voorliefde voor de letteren toog Castiglionchio in 1353 naar Bologna om daar rechten te gaan studeren. Hierna keerde hij als jurist terug naar Florence, waar hij docent canoniek recht werd. Hij was met name gespecialiseerd in het Liber Sextus de Clementinae van het Corpus Iuris Canonici. Daarnaast gold hij als kenner van Cicero. 
De aanstelling als docent vergrootte zijn prestige en leidde ertoe dat Castiglionchio vanaf circa 1360 de politieke arena kon betreden. Als politicus zette hij zich in voor de belangen van de lokale stadsadel en behoorde hij tot het kamp der Welfen. Ook zijn huwelijk met Margherita di Bernardo di Benincasa Folchi moet in dit licht gezien worden: dankzij haar gegoede komaf consolideerde Castiglionchio zijn voorname positie. Met dank aan zijn oratorische vaardigheden rees zijn ster snel en werd hij belast met diverse delicate diplomatieke missies. Zo hield hij in 1366 drie toespraken te Avignon om paus Urbanus V ervan te overtuigen uit de Babylonische ballingschap naar Italië terug te keren en Florence te beschermen tegen de grillen van keizer Karel IV. Daarnaast reisde hij onder meer naar Lucca, Siena, Viterbo en Genua om de belangen van Florence te behartigen. Zijn belangrijkste missie vond plaats tijdens de Oorlog van de Acht Heiligen. Castiglionchio was een van de diplomaten die namens de Florentijnse Republiek in 1377 een vrede met paus Gregorius XI moest bewerkstelligen, maar hierin slaagde hij niet. 

### Verbanning en latere leven
Als voorvechter van de Welfen kwam Castiglionchio meerdere malen in politieke gevechten terecht met anti-Welfische patijen. In 1378 verenigde de oppositie zich en vond haar kampioen in gonfaloniere Salvestro de' Medici. In het politieke tumult dat volgde, en uiteindelijk leidde tot het Wolkammersoproer van 1378, moest Castiglionchio het als prominente figuur ontgelden. Vermomd als monnik wist hij Florence te ontvluchten, maar zijn huis werd geplunderd en platgebrand, en zijn bezittingen werden geveild. In 1379 werd het hem verboden zich binnen 200 mijl van Florence te begeven. 
Als gevolg van deze ontwikkelingen leefde Castiglionchio de laatste jaren van zijn leven in ballingschap. Hij aanvaardde eerst een post als docent rechten in Padua. Ook zocht hij, net als vele andere Florentijnse bannelingen, steun bij Karel van Durazzo, in de hoop zijn positie in Florence te kunnen herstellen. Hoewel Karel in 1380 tot een akkoord kwam met de Florentijnse Commune, waarin hij beloofde de bannelingen niet in de buurt van de stad te laten komen, bleef Castiglionchio trouw aan Karel. Zijn juridische en diplomatieke ervaringen waren voor de vorst van groot belang in diens strijd om de troon van Napels. Nadat Urbanus VI Karel op 2 juni 1381 te Rome tot koning van Napels, Sicilië en Jeruzalem had gekroond vertrok Karel naar Napels en liet hij Castiglionchio achter als persoonlijke vertegenwoordiger aan het pauselijk hof. 
De paus was hem welgezind, maar rust had Castiglionchio niet. In december 1380 ontsnapte hij aan een moordaanslag: een bediende had hem op last van Tomasso Strozzi proberen te vergiftigen. De Florentijnse Commune deed vervolgens een beroep op Francesco Bruni en Coluccio Salutati om voor Strozzi's onschuld te pleiten bij de Curie. Kort voor zijn dood werd hij tot senator van Rome benoemd. Lapo da Castiglionchio stierf op 27 juni 1381 en werd begraven in de later herbouwde kerk San Francesco a Ripa. Twee weken later werd er in de Sante Croce in Florence een begrafenisdienst ter nagedachtenis aan hem gehouden, en in de loop van 1382 werden alle veroordelingen en aantijgingen tegen hem ingetrokken. 

## Literaire nalatenschap
Wegens een gebrek aan directe documentatie is het lastig te beoordelen wat de precieze waarde was van Castiglionchio's literaire en oratorische werkzaamheden. Naast een brief zijn alleen zijn drie toespraken uit Avignon bewaard gebleven. Wat zeker is, is dat zijn tijdgenoot Coluccio Salutati zeer hoog opgaf over Castiglionchio's wetenschappelijke en literaire vaardigheden. Ook is hij wegens zijn werk in Padua belangrijk geweest voor de verspreiding van Petrarca's werk aldaar. Zijn kleinzoon en naamgenoot Lapo da Castiglionchio de Jongere was tevens een beroemde humanist.  

## Verder lezen
- Marco Palma, CASTIGLIONCHIO, Lapo da, in Dizionario biografico degli italiani, vol. 22, Rome, Istituto dell'Enciclopedia Italiana, 1979, pagina's 40-44.

- Bibliothèque nationale de France: cb13488314c (data)
- Gemeinsame Normdatei: 100951546
- International Standard Name Identifier: 0000 0001 2096 6919
- Library of Congress Control Number: n94030947
- Nationale Bibliotheek van Tsjechië: mzk2003197495
- Nationale Bibliotheek van Israël: 987007259548505171
- Réseau des bibliothèques de Suisse occidentale: 02-A027516986
- Istituto Centrale per il Catalogo Unico: RMLV023228
- Système universitaire de documentation: 148450946
- Trove: 1527112
- Virtual International Authority File: 97724025
- WorldCat: E39PBJB4gMXm8GVTgq7GCHJFKd